# Louis Marie d'Aumont
Louis Marie Guy d'Aumont de Rochebaron, né le 5 août 1732 et mort le 20 octobre 1799 au château de Guiscard (Oise), est un militaire français, marquis de Villequier et de Piennes, puis duc de Mazarin (1747), puis duc de Piennes, puis 6e duc d'Aumont et Pair de France, baron de Chappes, maréchal de camp des armées du roi (25 juillet 1762).

## Biographie

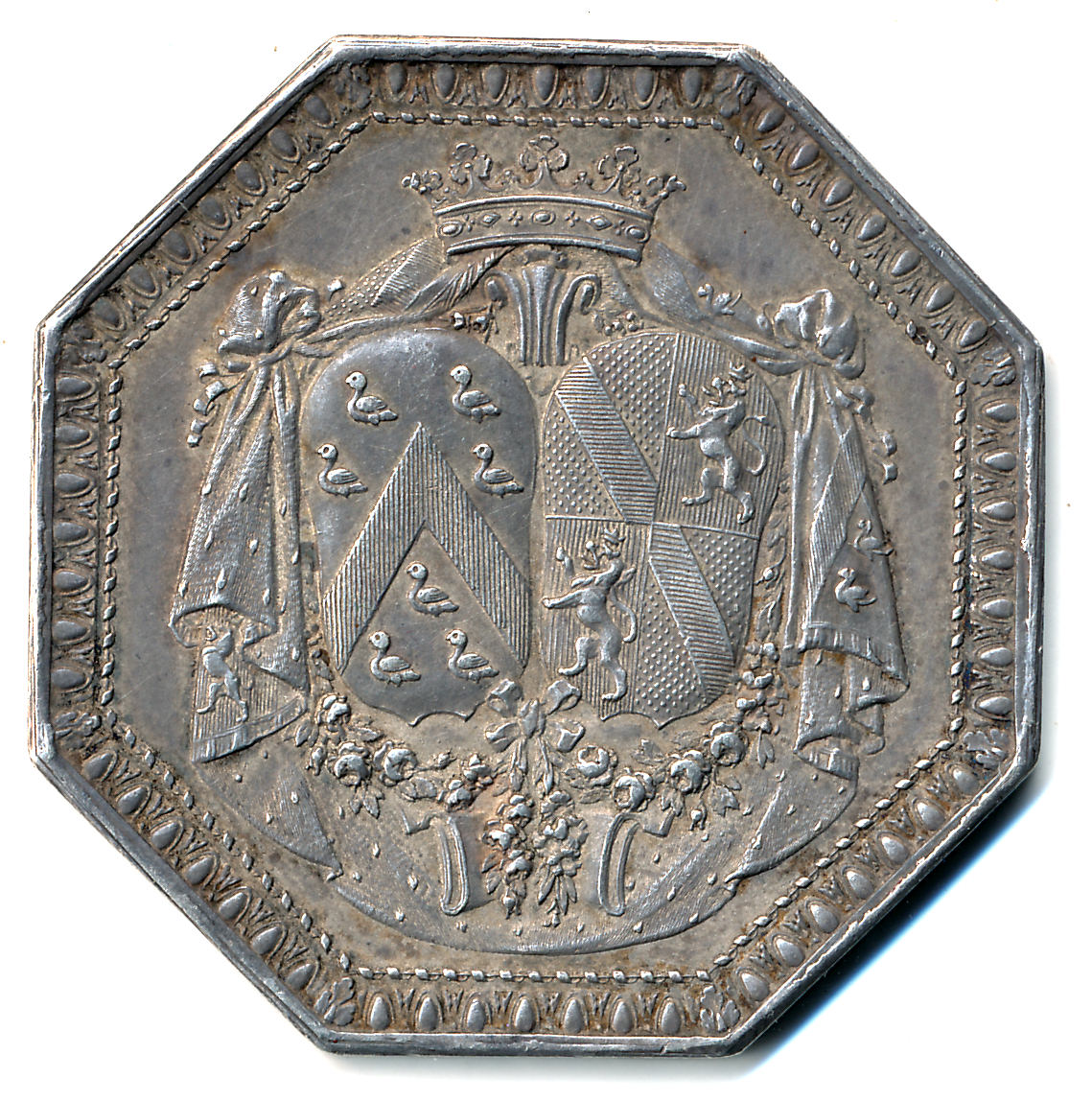
Jeton de mariage Louis d’Aumont et Louise-Jeanne de Durfort de Duras gravé par Lorthior en 1747. Argent 36 mm.

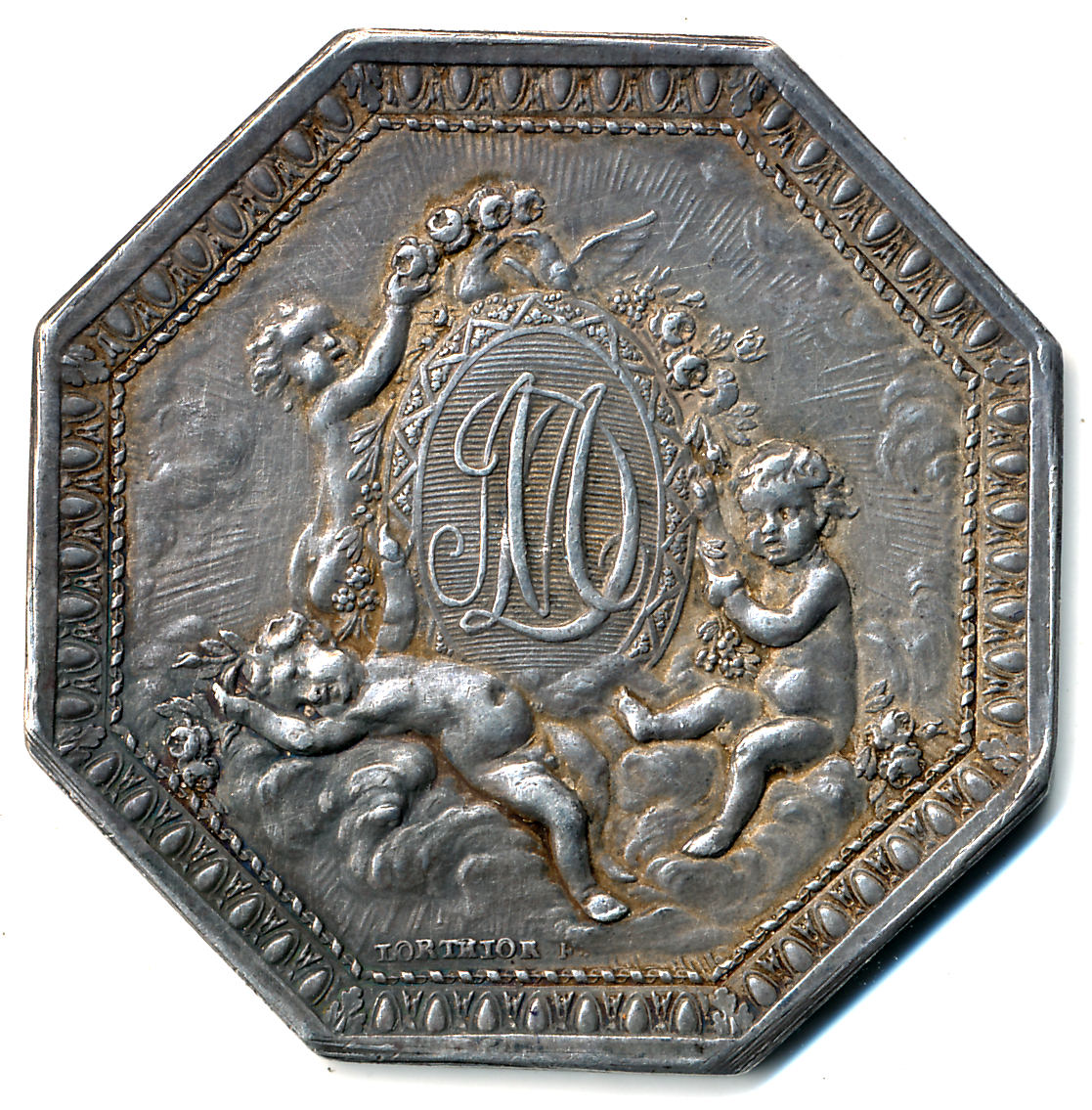
Revers du jeton de mariage

Issu de la Maison d'Aumont, il est le fils aîné de Louis Marie Augustin d'Aumont de Rochebaron, 5e duc d'Aumont, (1709-1782) et de son épouse, Victoire Félicité de Durfort Duras. 
Il est fait brigadier d'infanterie en 1761, maréchal des camps et armées du Roi en 1762
Le 1er février 1748, il est nommé colonel. Le 15 janvier 1758, il est colonel du Régiment d'Infanterie d'Aumont. Le 25 juillet 1768, il est nommé Maréchal de camp. 
A la mort de son père, en 1782, il devient le 6e duc d'Aumont.
Partisan du duc d'Orléans, il contribue à la création du Club des Jacobins.
Il est nommé le 20 mai 1791 au grade de lieutenant général. 
Il termine sa carrière avec le grade de général de division et prend sa retraite en 1792, se retirant en Picardie, en son château de Guiscard, où il meurt en 1799 sans avoir émigré.
Comme il ne laisse pas de descendance masculine, son frère Louis Alexandre Céleste d'Aumont, lui succède comme 7e duc d'Aumont.

### Mariage et descendance
Il épouse :
1. le 2 décembre 1747 à Paris Louise-Jeanne de Durfort, duchesse de La Meilleraye et de Mazarin, sa cousine-germaine (Paris, 1er septembre 1735 - Paris, 17 mars 1781), fille d'Emmanuel Félicité de Durfort, duc de Duras, pair et maréchal de France, et de sa première épouse, Charlotte Antoinette de La Porte Mazarin. Ce mariage le fera prince de Porcien et duc de Rethel (Mazarin).
2. Le 30 novembre 1794 à Paris, Marie-Louise Klein, fille de Jacques Klein et de Jeanne Bourcar.

Du premier mariage naîtra : 
- Louise d'Aumont (Paris, 22 octobre 1759 - Paris, 13 décembre 1826), mariée le 15 juillet 1777 avec Honoré IV Grimaldi, prince Honoré IV de Monaco en 1795 (1758-1819), fils du prince Honoré III de Monaco et de Marie Catherine de Brignole Sale. Dont postérité.